# Снежный богатырь
«Снежный богатырь» ― опера-сказка для детей в одном действии написанная русским композитором Цезарем Кюи в 1905 году по либретто Марины Станиславовны Поль, которая вдохновлялась сюжетами русских народных сказок. 
Как и другие детские оперы композитора, эта работа была предназначена для того, чтобы дети не только смотрели её, но и выступали в ней сами. 

## История выступлений
Премьера оперы состоялась 15 мая 1906 года (по старому стилю) в Ялте. Артистами выступили ученики Ялтинской гимназии, где преподавала Марина Поль, Сама она сопровождала представление за фортепиано. 4 марта 1908 состоялась премьера в Санкт-Петербургской консерватории, артистами выступили студенты консерватории. 
Как и другая детская опера композитора ―  «Кот в сапогах», «Снежный богатырь», похоже, обладал некоторым хождением в советское время, судя по тому, что опера была переиздана в 1953 году ― хотя и с новым либретто, лишённым монархических аллюзий. 

## Персонажи
- Царица: сопрано
- Иван-царевич (Снежный богатырь): низкое меццо-сопрано
- Змей Горыныч: альт или бас (предпочтительнее бас)
- Одиннадцать принцесс-лебедей: детский хор
- Няни и мамы: детский хор

Место действия: сказка. Некоторое царство, некоторое государство. 

## Сюжет
Сцена 1. Королевский двор. Принцессы-лебеди поют и танцуют.Затем начинают играть в снежки и случайно попадают своей матери, Царице, в глаз. Она опрометчиво желает не только иметь сына, но и чтобы вихрь унёс её одиннадцать непослушных дочерей. Внезапно появляется метель, и принцессы-лебеди улетают. Но из снежной бури появляется сын, которого царица желала, ― Снежный богатырь. Он обещает ей, что найдет своих новых сестер. 
Сцена 2 Лес. Принцесс держат в крестьянской хижине, которая стоит на куриных ногах (см. Баба Яга). После трёх попыток Снежный богатырь наконец побеждает трёхглавого Змея-Горыныча, чтобы спасти своих новых сестер. Все присоединяются к хороводу и Снежный богатырь уводит сестёр домой. 